# Randstad
Randstad NV, широко відома як Randstad і стилізована під randstad, є нідерландською багатонаціональною консалтинговою компанією з управління людськими ресурсами зі штаб-квартирою в місті Дімен, Нідерланди. Компанія була заснована в Нідерландах у 1960 році Геррітом Далебудтом та Фріцом Гольдшмедінгом.
З 2006 по 2017 рік Randstad була спонсором англійської команди Формули-1 Williams F1. У 2019 році Randstad стала спонсором італійської команди Формули-1 Scuderia Toro Rosso, з 2020 року - AlphaTauri.
У серпні 2016 року фірма оголосила про придбання веб-сайту з пошуку роботи Monster Worldwide Inc.
У 2019 році, згідно зі списком Staffing Industry Analysts's Largest Global Staffing Firms 2019, Randstad стала найбільшою кадровою та рекрутинговою компанією за обсягом доходів.

## Збір даних для Google
У 2019 році Google уклала з Randstad контракт на збір даних для функції аутентифікації за допомогою розпізнавання обличчя в смартфоні Pixel 4. Заявлена мета проекту Google полягала в тому, щоб зробити функцію більш інклюзивною шляхом збору даних про обличчя людей з темною шкірою, а учасники дослідження отримали подарунковий сертифікат на $5. Однак газета New York Daily News повідомила, що керівники проекту Randstad нібито наказали своїм працівникам максимізувати збір даних, обманюючи учасників і орієнтуючись на бездомних людей в Атланті, штат Джорджія. Рандстад заявив, що після того, як він почув занепокоєння щодо способу надання інформації учасникам і отримання згоди, проект був тимчасово призупинений, а керівники проекту пройшли перепідготовку. Після того, як Daily News опублікувала свій репортаж, компанія Google повідомила, що припинила польові дослідження і проводить розслідування за цими заявами.

## Виконавча рада, склад 2017 року
| Жак ван ден Брук | 1960 | голландець | Генеральний директор і голова правління з 2014 року, член з 2001 року |
| Генрі Ширмер     | 1964 | німець     | Фінансовий директор і член Правління з 2018 року                      |
| Кріс Хайтінк     | 1962 | голландець | Член Правління з 2014 року                                            |
| Лінда Галіпо     | 1963 | канадець   | Член правління з 2012 року                                            |
| Франсуа Беарель  | 1970 | француз    | Член виконавчого комітету з 2013 року                                 |

У березні 2011 року Фріц Гольдшмедінг (1933, голландець), один із засновників Randstad, пішов у відставку з посади заступника голови Наглядової ради. Його останній термін на цій посаді тривав з 2007 по 2011 рік.